# Grafmonument van het echtpaar Jurgens-Lemmens
Het grafmonument van het echtpaar Jurgens-Lemmens is een grafmonument op de rooms-katholieke begraafplaats Eikenboomgaard in de Nederlandse stad Oss, dat wordt beschermd als rijksmonument.

## Achtergrond
Antoon Jurgens (1805-1880), lid van de familie Jurgens, was een zoon van Willem Jurgens en Henrica van Valkenburg. Hij werd boterhandelaar in Oss en was grondlegger van de margarineindustrie. Hij trouwde in 1832 met Johanna Lemmens (1807-1879).
Het echtpaar Jurgens-Lemmens werd begraven in de eerste klas van begraafplaats Eikenboomgaard. Ook hun zoons Jan en Henri werden met hun vrouwen op de begraafplaats begraven.

## Beschrijving
Het graf heeft een vierkante plattegrond. Boven een hardstenen plaat is een rechthoekige graftombe met gebogen afdekplaat geplaatst. Aan het hoofdeinde een stele, die wordt bekroond door een fronton met kruis. Op een gebeeldhouwde cartouche aan de voorzijde van de stele worden de namen van de overledenen vermeld. Het graf wordt omheind door een hekwerk van hardstenen zuiltjes waartussen een smeedijzeren schakelketting is aangebracht.

## Waardering
Het grafmonument werd in 2001 in het Monumentenregister opgenomen, het wordt beschouwd als "van algemeen cultuurhistorisch belang als bijzondere uitdrukking van een sociaal-economische ontwikkeling. Het grafmonument van Antoon Jurgens en Johanna Lemmens is van architectuurhistorisch/kunsthistorisch belang vanwege de hoogwaardige esthetische kwaliteiten en het bijzondere materiaalgebruik en de ornamentiek. Het graf van Antoon Jurgens en Johanna Lemmens vormt een essentieel onderdeel van het complex Eikenboomgaard en heeft als zodanig ensemblewaarde."